# Deimantas Bička
Deimantas Bička (ur. 13 stycznia 1972 w Poniewieżu) – były litewski piłkarz grający na pozycji pomocnika. Jego ostatnim klubem w zawodowej karierze był Ekranas Poniewież. W 1993 roku dwukrotnie wystąpił w reprezentacji Litwy.